# Фюмароли, Марк
Марк Фюмароли (фр. Marc Fumaroli, 10 июня 1932, Марсель — 24 июня 2020) — французский историк культуры и литературы.

## Биография
Вырос и получил среднее образование в Фесе, затем учился в Марселе и Париже (Сорбонна). С 1958 по 1961 год проходил воинскую службу. Затем был стипендиатом Фонда Тьера (Институт Франции), преподавал в Лилльском университете (1966—1976). С 1976 года — в Сорбонне, преподавал там до 1985 года. С 1986 года — профессор Коллеж де Франс.

## Область научных интересов
Специалист по европейской литературе и культуре XVI—XVII вв.

## Избранные труды
- L'Âge de l'éloquence: rhétorique et "res literaria " de la Renaissance au seuil de l'époque classique (1980; переизд. 1994)
- Héros et Orateurs, rhétorique et dramaturgie cornélienne (1990)
- L'État culturel: une religion moderne (1991; переизд. 1999)
- La Diplomatie de l’esprit: de Montaigne à La Fontaine (1995, переизд. 1998)
- Histoire de la rhétorique dans l’Europe moderne: 1450—1950 (1999)
- L'École du silence. Le sentiment des images au XVIIème siècle (1999)
- Quand l’Europe parlait français (2001)
- Chateaubriand: Poésie et Terreur (2003)
- Exercices de lecture: De Rabelais à Paul Valéry (2006)
- Peinture et Pouvoirs aux XVIIe et XVIIIe siècles: de Rome à Paris (2007)
- Paris-New York et retour: Voyage dans les arts et les images (2009)
- Le livre des métaphores — Essai sur la mémoire de la langue française (2012)
- Des Modernes aux Anciens (2012)

## Признание
Член Французской академии (с 1995 года, с 2003 года — почётный профессор), с 1998 года — член Академии надписей и словесности. Член-корреспондент Британской академии. С 2008 года — президент комиссии по терминологии при премьер-министре страны, директор Виллы Медичи и др. Член Американской академии наук, Американской академии литературы и искусства, Академии деи Линчеи.

## Премии и награды
- Командор ордена Почётного легиона,
- Великий офицер французского ордена «За заслуги»,
- Командор ордена Академических пальм,
- Командор ордена Искусств и литературы,
- Великий офицер ордена «За заслуги перед Итальянской Республикой» (2001 год).
- Премия Бальцана (2001).
- Медаль «За заслуги в культуре Gloria Artis» (2009).
- Почетный доктор Неаполитанского, Болонского, Генуэзского университетов, Мадридского университета Комплутенсе.